# Ambasciata tedesca in Italia
L'ambasciata tedesca in Italia ha sede in via San Martino della Battaglia 4, a Roma.
La rappresentanza tedesca in Italia fu dapprima quella della Confederazione Tedesca del Nord (Norddeutscher Bund, 1868-1871), quindi quella dell'Impero tedesco (1871-1918), quella della Repubblica di Weimar (1918-1933), quella del Terzo Reich (1933-1945) ed infine della Repubblica Federale Tedesca (Bundesrepublik Deutschland , dal 1951 ad oggi).
La rappresentanza diplomatica tedesca in Italia è competente anche per i rapporti diplomatici con la Repubblica di San Marino.

## Elenco degli ambasciatori
| Nome                                                              | Periodo                         | Note                                                     |                                 |
| Confederazione Tedesca del Nord                                   | Confederazione Tedesca del Nord | Confederazione Tedesca del Nord                          | Confederazione Tedesca del Nord |
| ----------------------------------------------------------------- | ------------------------------- | -------------------------------------------------------- | ------------------------------- |
| Guido von Usedom ( 1805 - 1884)                                   | 1868–1869                       | 1863–1868: inviato                                       |                                 |
| Joseph Maria Anton Brassier de Saint-Simon-Vallade ( 1798 - 1872) | 1869–?                          |                                                          |                                 |
| Impero tedesco                                                    |                                 |                                                          |                                 |
| Robert von Keudell (1824 - 1903)                                  | 1876–1887                       |                                                          |                                 |
| Bernhard von Bülow (1849 - 1929)                                  | 1893–1897                       |                                                          |                                 |
| Anton Freiherr Saurma von der Jeltsch ( 1836 - 1900)              | 1897–1899                       |                                                          |                                 |
| Karl von Wedel (1842 - 1919)                                      | 1899–1902                       |                                                          |                                 |
| Anton Graf von Monts (1852 - 1930)                                | 1903–1909                       |                                                          |                                 |
| Gottlieb von Jagow (1863 - 1935)                                  | 1909–1913                       |                                                          |                                 |
| Hans von Flotow (1862 - 1935)                                     | 1913–1915                       |                                                          |                                 |
| ambasciata vacante                                                | 1915 - 1920                     | prima guerra mondiale                                    |                                 |
| Repubblica di Weimar                                              |                                 |                                                          |                                 |
| John von Berenberg-Gossler (1866 - 1943)                          | 1920–1921                       |                                                          |                                 |
| Konstantin Freiherr von Neurath (1873 - 1956)                     | 1921–1930                       |                                                          |                                 |
| Terzo Reich                                                       |                                 |                                                          |                                 |
| Ulrich von Hassell (1881 - 1944)                                  | 1932–1938                       |                                                          |                                 |
| Hans Georg von Mackensen (1883 - 1947)                            | 1938–1943                       |                                                          |                                 |
| Otto Christian Archibald von Bismarck (1897 - 1975)               | agosto 1942–agosto 1943         | Incaricato d'affari                                      |                                 |
| Rudolf Rahn (1900 - 1975)                                         | 1943–1945                       | Ministro plenipotenziario presso la Repubblica di Salò   |                                 |
| ambasciata vacante                                                | 1945 - 1950                     | assestamento stati tedeschi dopo seconda guerra mondiale |                                 |
| Repubblica Federale Tedesca                                       |                                 |                                                          |                                 |
| Clemens von Brentano ( 1886 - 1965)                               | 1951–1957                       |                                                          |                                 |
| Manfred Klaiber ( 1903 - 1981)                                    | 1957–1963                       |                                                          |                                 |
| Herbert Blankenhorn ( 1904 - 1991)                                | 1963–1965                       |                                                          |                                 |
| Hans-Heinrich Herwarth von Bittenfeld ( 1904 - 1999)              | 1965–1969                       |                                                          |                                 |
| Rolf Lahr ( 1908 - 1985)                                          | 1969–1973                       |                                                          |                                 |
| Hermann Meyer-Lindenberg ( 1912 - 1982)                           | 1974–1977                       |                                                          |                                 |
| Hans Arnold (nato 14 agosto 1923)                                 | 1977–1981                       |                                                          |                                 |
| Rüdiger Freiherr von Wechmar ( 1923 - 2007)                       | 1981–1983                       |                                                          |                                 |
| Lothar Lahn (1921 - 1994)                                         | 1983–1986                       |                                                          |                                 |
| Friedrich Ruth (nato 1927)                                        | 1986–1992                       |                                                          |                                 |
| Konrad Seitz (nato 1934)                                          | 1992–1994                       |                                                          |                                 |
| Dieter Kastrup (nato 1937)                                        | 1994–1998                       |                                                          |                                 |
| Fritjof von Nordenskjöld (nato 1938)                              | 1998–2000                       |                                                          |                                 |
| Klaus Neubert (nato 1942)                                         | 2001–2004                       |                                                          |                                 |
| Michael H. Gerdts (1947)                                          | 2004–2007                       |                                                          |                                 |
| Michael Steiner (nato 1949)                                       | 2007–2010                       |                                                          |                                 |
| Michael H. Gerdts (nato 1947)                                     | 2010–2012                       |                                                          |                                 |
| Reinhard Schäfers (nato 1950)                                     | 2012-2015                       |                                                          |                                 |
| Susanne Wasum-Rainer (nata 1956)                                  | 2015-2018                       |                                                          |                                 |
| Viktor Elbling (nato 1959)                                        | 2018-2023                       |                                                          |                                 |
| Hans-Dieter Lucas (nato 1959)                                     | dal 2023                        |                                                          |                                 |